# 2MASS J04532647-1751543
2MASS J04532647-1751543 ist ein Brauner Zwerg im Sternbild Eridanus. Er wurde 2003 von Kelle L. Cruz et al. entdeckt. Er gehört der Spektralklasse L3 an.